# Gonzalo Escalante
Gonzalo Escalante (Bella Vista, 27 marzo 1993) è un calciatore argentino, centrocampista del Cadice.

## Caratteristiche tecniche
Centrocampista difensivo dal carattere forte, che spesso lo induce a conquistare palla con interventi al limite del regolamento. Bravo nei contrasti e nel recupero della palla, è discreto tecnicamente oltre a essere dotato di una grande resistenza che gli consente di effettuare recuperi provvidenziali. Di piede destro, può giocare sia nel centrocampo a 2 che a 3. Sa distinguersi anche in fase offensiva tramite inserimenti. Il suo ruolo è prevalentemente quello di mediano davanti alla difesa, essendo una sorta di frangiflutti, ma può giocare anche da mezzala.

## Carriera

### Club

#### Prima esperienza al Boca Juniors
Nella stagione 2012-2013 ha giocato 5 partite in massima serie con il Boca Juniors.

#### Catania
Nella stagione 2014-2015 passa in prestito al Catania. Segna la sua prima rete in maglia rossazzurra in occasione della partita Catania-Virtus Entella, partita stravinta dagli etnei per 5-1. Il 29 gennaio 2015 viene riscattato dal prestito dalla squadra etnea.

#### Prestito e poi permanenza all'Eibar
Il 16 luglio 2015 viene ceduto in prestito agli spagnoli dell'Eibar. Realizza il primo con gol con la squadra spagnola nell'esordio in trasferta contro il Granada. L'11 gennaio 2016 viene riscattato e firma un contratto di durata quinquennale. Il 30 giugno 2020, dopo 5 anni da titolare, non rinnova il suo contratto fino al 31 agosto.

#### Lazio e prestiti all'Alavés e alla Cremonese
Il 14 gennaio 2020, in scadenza di contratto con la Eibar, decide di firmare per la Lazio un contratto di 4 anni a partire dal 1º settembre 2020, restando in prestito fino al termine della stagione al club spagnolo. Esordisce con la maglia della Lazio il 26 settembre 2020 nella seconda giornata di Serie A nelle gara vinta 2 a 0 contro il Cagliari, subentrando al minuto 63 al compagno di reparto Lucas Leiva.
Riserva durante la gestione Inzaghi, con l'arrivo di Maurizio Sarri sulla panchina laziale finisce ai margini della rosa, tanto che il 4 gennaio 2022 viene ceduto in prestito all'Alavés. Con gli spagnoli mette a segno 5 reti, collezionando 17 presenze, tutte in campionato.
Nella stagione successiva torna alla Lazio, che il 9 agosto 2022 lo cede nuovamente in prestito, questa volta alla Cremonese. Esordisce con i lombardi il 14 agosto 2022, in occasione del match di Serie A preso in trasferta contro la Fiorentina per 3-2, venendo schierato titolare e ricevendo un'espulsione diretta al 44' minuto del primo tempo, per un fallo sul viola Kouamé. Il 25 gennaio 2023 la Lazio annuncia il rientro anticipato dal prestito alla Cremonese.

#### Cadice
Contestualmente all'addio al club della capitale viene annunciato il conseguente prestito con obbligo di riscatto agli spagnoli del Cadice.
Il 2 luglio 2023 viene ufficializzato il suo riscatto da parte degli andalusi.

## Statistiche

### Presenze e reti nei club
Statistiche aggiornate al 10 marzo 2023.
| Stagione            | Squadra             | Campionato          | Campionato | Campionato | Coppe nazionali | Coppe nazionali | Coppe nazionali | Coppe continentali | Coppe continentali | Coppe continentali | Altre coppe | Altre coppe | Altre coppe | Totale | Totale |
| Stagione            | Squadra             | Comp                | Pres       | Reti       | Comp            | Pres            | Reti            | Comp               | Pres               | Reti               | Comp        | Pres        | Reti        | Pres   | Reti   |
| ------------------- | ------------------- | ------------------- | ---------- | ---------- | --------------- | --------------- | --------------- | ------------------ | ------------------ | ------------------ | ----------- | ----------- | ----------- | ------ | ------ |
| 2012-2013           | Boca Juniors        | PD                  | 6          | 0          | CA              | 0               | 0               | CL+CS              | 0+0                | 0+0                | -           | -           | -           | 6      | 0      |
| 2013-2014           | Boca Juniors        | PD                  | 5          | 0          | -               | -               | -               | -                  | -                  | -                  | -           | -           | -           | 5      | 0      |
| Totale Boca Juniors | Totale Boca Juniors | Totale Boca Juniors | 11         | 0          |                 | 0               | 0               |                    | 0                  | 0                  |             | -           | -           | 11     | 0      |
| 2014-2015           | Catania             | B                   | 26         | 1          | CI              | 0               | 0               | -                  | -                  | -                  | -           | -           | -           | 26     | 1      |
| 2015-2016           | Eibar               | PD                  | 34         | 3          | CR              | 2               | 0               | -                  | -                  | -                  | -           | -           | -           | 36     | 3      |
| 2016-2017           | Eibar               | PD                  | 30         | 2          | CR              | 5               | 0               | -                  | -                  | -                  | -           | -           | -           | 35     | 2      |
| 2017-2018           | Eibar               | PD                  | 28         | 1          | CR              | 0               | 0               | -                  | -                  | -                  | -           | -           | -           | 28     | 1      |
| 2018-2019           | Eibar               | PD                  | 32         | 4          | CR              | 0               | 0               | -                  | -                  | -                  | -           | -           | -           | 32     | 4      |
| 2019-2020           | Eibar               | PD                  | 23         | 0          | CR              | 1               | 0               | -                  | -                  | -                  | -           | -           | -           | 24     | 0      |
| Totale Eibar        | Totale Eibar        | Totale Eibar        | 147        | 10         |                 | 8               | 0               |                    | -                  | -                  |             | -           | -           | 155    | 10     |
| 2020-2021           | Lazio               | A                   | 24         | 0          | CI              | 2               | 0               | UCL                | 4                  | 0                  | -           | -           | -           | 30     | 0      |
| 2021-gen.2022       | Lazio               | A                   | 1          | 0          | CI              | 0               | 0               | UEL                | 0                  | 0                  | -           | -           | -           | 1      | 0      |
| Totale Lazio        | Totale Lazio        | Totale Lazio        | 25         | 0          |                 | 2               | 0               |                    | 4                  | 0                  |             | -           | -           | 31     | 0      |
| gen.-giu 2022       | Dep. Alaves         | PD                  | 17         | 5          | CR              | 0               | 0               | -                  | -                  | -                  | -           | -           | -           | 17     | 5      |
| 2022-gen. 2023      | Cremonese           | A                   | 9          | 0          | CI              | 1               | 0               | -                  | -                  | -                  | -           | -           | -           | 10     | 0      |
| gen.-giu. 2023      | Cadice              | PD                  | 14         | 4          | CR              | -               | -               | -                  | -                  | -                  | -           | -           | -           | 14     | 4      |
| Totale carriera     | Totale carriera     | Totale carriera     | 249        | 20         |                 | 11              | 0               |                    | 4                  | 0                  |             | -           | -           | 264    | 20     |